# Љаса (Арад)
Љаса (рум. Leasa) насеље је у Румунији у округу Арад у општини Халмађу. Oпштина се налази на надморској висини од 231 m.

## Историја
По "Румунској енциклопедији" место се помиње први пут 1439. године као "Леса". Било је власништво српског деспота Бранковића. Ту је 1670. године господар Стефан Рац (Србин) Мали.

## Становништво
Према подацима из 2002. године у насељу је живело 278 становника, од којих су сви румунске националности.